# Ключи (Тулунский район)
Ключи — упразднённая деревня в Тулунском районе Иркутской области. Входила в состав Бурхунского сельского поселения. Исключена из учётных данных в 1998 году.

## География
Находилась на правом берегу реки Поперечная Барма (приток реки Ия), в месте пересечения её федеральной трассой А331 «Вилюй», в 7 км к северо-западу от села Бурхун.

## История
В 1896 году был образован переселенческий участок Ключебарминский на 192 хозяйства. К 1906 году участок так и не был заселён в связи с полным отсутствием пахотных земель (участок был сплошь покрыт лесом).
По данным на 1926 год посёлок Ключе-Барминский состоял из 76 хозяйств. В административном отношении являлся центром Ключе-Барминского сельсовета Тулунского района Тулунского округа Сибирского края.
В начале 1930-х годов в деревне был организован колхоз «Свобода»
На карте 1933 года деревня Ключи обозначена расположенной по обоим берегам ручья Барма (ныне Поперечная Барма). По всей видимости, в 1940-е годы, деревня распалась на две части левобрежную (северную) Старые Ключи и правобережную (южную) Новые Ключи. В 1970-е годы деревня старые Ключи прекратила свое существование, на топокартах на её месте указан летник. А за деревней Новые Ключи закрепилось название Ключи.
Постановлением губернатора Иркутской области от 21 сентября 1998 года № 574-п деревня исключена из учётных данных.

## Население
По данным переписи 1926 года в поселке проживало 374 человека (180 мужчин и 194 женщины), основное население — русские.